# 実尾島
座標: 北緯37度24分 東経126度23分 / 北緯37.40度 東経126.39度
実尾島（シルミド、じつびとう、실미도/Silmido）は、朝鮮半島中西部（韓国政府統治地域北西部）の沖、黄海に浮かぶ無人島。面積約0.25 km2。
行政上は仁川広域市中区に属し、ソウルの国際的玄関口である仁川国際空港の南西約5 kmにある。隣の舞衣島まではフェリーが通じている。
韓国空軍の特殊部隊（秘密作戦、Black operation、Clandestine operation）684部隊が置かれ、実尾島事件の舞台となった。
2003年に作られた映画「シルミド」の舞台になったほか、韓国のドラマのロケに使われたこともある。